# 科泰利尼察
48°49′18″N 23°3′58″E / 48.82167°N 23.06611°E
科泰利尼察（羅馬化：Kotelnytsia）是烏克蘭西部的村莊，隸屬外喀爾巴阡州的穆卡切沃區。該村面積1.43平方公里，海拔高度573米，2001年人口444，人口密度每平方公里310.9人。